# 拓郎ヒストリー
『拓郎ヒストリー』（たくろうヒストリー）は、2007年に発売された吉田拓郎のベスト・アルバムである。

## 解説
デビュー曲の「イメージの詩」から1995年発売のアルバム『Long time no see』までの楽曲を年代順で収録した2CD + 1DVDの3枚組ベスト・アルバム。
DVDにはライブビデオ『吉田拓郎・かぐや姫 コンサート イン つま恋 1975』から『吉田拓郎LIVE 〜全部だきしめて〜』までの作品を厳選したライブ映像が収録されている。

## 収録曲
- 全作詞・作曲:吉田拓郎（特記以外）

### Disc-1 1970〜1975
1. イメージの詩 (シングル・ヴァージョン)
  - デビューシングル、1stアルバム『青春の詩』より。このアルバムには、前者のシングルバージョンで収録されている。
2. マークII (シングル・ヴァージョン)
  - デビューシングル「イメージの詩」のB面。このアルバムには、シングルバージョンで収録されている。
3. 今日までそして明日から
  - 3rdシングル、1stアルバム『青春の詩』より。
4. 青春の詩 (シングル・ヴァージョン)
  - 2ndシングル、1stアルバム『青春の詩』より。このアルバムには、前者のシングルバージョンで収録されている。
5. ともだち
  - 3rdシングル「今日までそして明日から」のB面。
6. 夏休み
  - ライブ・アルバム『よしだたくろう オン・ステージ ともだち』より。
7. 旅の宿 (シングル・ヴァージョン)
作詞:岡本おさみ
  - 5thシングル、3rdアルバム『元気です。』より。このアルバムには、前者のシングルバージョンで収録されている。
8. 春だったね
作詞:田口淑子
  - 3rdアルバム『元気です。』より。
9. おきざりにした悲しみは
作詞:岡本おさみ
  - 6thシングル。オリジナルアルバム未収録。
10. 暑中見舞い
作詞：岡本おさみ
  - 4thアルバム『伽草子』より。
11. ビートルズが教えてくれた
作詞:岡本おさみ
  - 4thアルバム『伽草子』より。
12. 落陽
作詞：岡本おさみ
  - ライブアルバム『たくろうLIVE'73』より。
13. 野の仏
作詞: 岡本おさみ
  - ライブアルバム『たくろうLIVE'73』より。
14. ひらひら
作詞: 岡本おさみ
  - ライブアルバム『たくろうLIVE'73』より。
15. シンシア （歌:よしだたくろう&かまやつひろし）
  - 9thシングル、5thアルバム『今はまだ人生を語らず』より。かまやつひろしとのデュエット曲。
16. 人生を語らず
  - 5thアルバム『今はまだ人生を語らず』より。
17. となりの町のお嬢さん
編曲:松任谷正隆
  - 10thシングル、オリジナルアルバム未収録。

### Disc-2 1976〜1995
1. 明日に向って走れ
編曲:松任谷正隆
  - 11thシングル、6thアルバム『明日に向って走れ』より。
2. たえこMY LOVE
編曲:石川鷹彦
  - 12thシングル、オリジナルアルバム未収録。
3. あゝ青春
作詞:松本隆
  - 7thアルバム『ぷらいべえと』より。
4. 言葉
作詞:松本隆
  - 9thアルバム『ローリング30』より。
5. 外は白い雪の夜
作詞:松本隆
  - 9thアルバム『ローリング30』より。
6. 冷たい雨が降っている
作詞:松本隆 / 編曲：松任谷正隆
  - 9thアルバム『ローリング30』より。
7. 流星
編曲:鈴木茂
  - 16thシングル。オリジナルアルバム未収録。
8. 知識 (ライヴ・ヴァージョン)
  - 5thアルバム『今はまだ人生を語らず』より。このアルバムには、1979年に発売されたライブアルバム『TAKURO TOUR 1979』バージョンで収録されている。
9. 虹の魚 (ライヴ・ヴァージョン)
作詞:松本隆
  - 9thアルバム『ローリング30』より。このアルバムには、1979年に発売されたライブアルバム『TAKURO TOUR 1979』バージョンで収録されている。
10. この指とまれ
編曲:吉田拓郎
  - 11thアルバム『無人島で…。』より。
11. 唇をかみしめて
編曲:広島二人組
  - 23rdシングル。オリジナルアルバム未収録。
12. 旧友再会フォーエバーヤング
編曲:吉田拓郎
  - 26thシングル、15thアルバム『FOREVER YOUNG』より。
13. 友あり
編曲:吉田拓郎
  - 35thシングル、21stアルバム『detente』より。
14. 海を泳ぐ男
編曲:吉田拓郎
  - 22ndアルバム『吉田町の唄』より。
15. とんと御無沙汰
作詞:阿木燿子 / 編曲:吉田拓郎
  - 42ndシングル「君のスピードで/とんと御無沙汰」のc/w曲。23rdアルバム『Long time no see』より。
16. 永遠の嘘をついてくれ
作詞・作曲: 中島みゆき / 編曲:吉田拓郎
  - 23rdアルバム『Long time no see』より。

### Special DVD 1975〜1999
1. あゝ青春
  - ライブビデオ『吉田拓郎・かぐや姫 コンサート イン つま恋 1975』より。
2. 春だったね
  - ライブビデオ『吉田拓郎・かぐや姫 コンサート イン つま恋 1975』より。
3. 結婚しようよ
  - ライブビデオ『'79 篠島アイランドコンサート』より。
4. 旅の宿
  - ライブビデオ『'79 篠島アイランドコンサート』より。
5. 人間なんて
  - ライブビデオ『'79 篠島アイランドコンサート』より。
6. 外は白い雪の夜
  - ライブビデオ『'82 王様たちのハイキング』より。
7. サマータイムブルースが聴こえる
  - ライブビデオ『'82 王様たちのハイキング』より。
8. 友と呼べれば
  - ライブビデオ『'85 ONE LAST NIGHT in つま恋』より。
9. お前が欲しいだけ
  - ライブビデオ『'85 ONE LAST NIGHT in つま恋』より。
10. 暑中見舞い
  - ライブビデオ『'85 ONE LAST NIGHT in つま恋』より。
11. 三軒目の店ごと
  - ライブビデオ『'85 ONE LAST NIGHT in つま恋』より。
12. 落陽
  - ライブビデオ『'85 ONE LAST NIGHT in つま恋』より。
13. 祭りのあと
  - ライブビデオ『'85 ONE LAST NIGHT in つま恋』より。
14. シンシア'89
  - ライブビデオ『'89 in BIG EGG』より。
15. 今日までそして明日から
  - ライブビデオ『'90 日本武道館コンサート』より。
16. マークII
  - ライブビデオ『1996年、秋』より。
17. ジャスト・ア・RONIN
  - ライブビデオ『'97 感度良好ナイト』より。
18. 言葉
  - ライブビデオ『吉田拓郎LIVE 〜全部だきしめて〜』より。
19. 全部だきしめて
  - ライブビデオ『吉田拓郎LIVE 〜全部だきしめて〜』より。